# Maijansaari (ö i Mellersta Finland)
Maijansaari är en ö i Finland. Den ligger i sjön Keitele och i kommunen Viitasaari i den ekonomiska regionen  Saarijärvi-Viitasaari och landskapet Mellersta Finland, i den centrala delen av landet, 300 km norr om huvudstaden Helsingfors. Öns area är 9,7 hektar och dess största längd är 0,7 kilometer i nord-sydlig riktning.